# Camille Mauclair
Camille Mauclair, född som Severin Faust den 29 december 1872 i Paris, död där den 23 april 1945, var en fransk författare. 
Mauclair gjorde sig tidigt känd som konstkritiker. Han skrev de symbolistiska dikterna Sonatines d'automne (1894), framtidsromanen L'orient vierge (1897) och konstnärsskildringen L'ennemie des rêves (1899), den av misogyni fyllda Les mères sociales (1902) och La ville-lumière (1904), som behandlar Paris som konststad. Vidare skrev Mauclair Jules Laforgue (1896), L'impressionisme (1904), Fragonard (samma år), De Watteau à Whistler (1905), Jean Baptiste Greuze (1906), en biografi över Robert Schumann (samma år), Les miniatures du XVIII:e siècle (1913), Les miniatures du l'empire et de la restauration (1914), Histoire de la musique européenne de 1850 à 1914 (samma år), Albert Besnard (samma år), den tyskhätska Le vertige allemand. Histoire du crime délirant d'un race (1915), Auguste Rodin (1916), L'art indépendant français sous la troisième république (1919), Princes de l'esprit (1920), Paul Adam (1921), Venise (samma år), Watteau (samma år) och en samling anspråkslösa levnadsminnen, Servitude et grandeur littéraires (1922).